# Адел Паркс
Адел Паркс (на английски: Adele Parks) е британска писателка на бестселъри в жанра съвременен дамски роман или чиклит.

## Биография и творчество
Адел Паркс е родена на 11 февруари 1969 г. в Ийгълсклиф, близо до Стоктън, Тисайд, Англия. Има сестра. От малка обича да чете книги. Завършва Университета в Лестър със специалност по английски език и литература. След дипломирането си работи една година като учител по английски език в Италия.
От 1992 г. работи в областта на рекламата в Хайгейт, Северен Лондон, и дори прекарва 20 месеца в Ботсвана. Кариерата ѝ се развива успешно и тя печели престижни промоции в топ агенциите в Лондон.
Въпреки това тя е неудържимо привлечена от желанието си да бъде писател и на 30-ия си рожден ден решава да осъществи мечтата си. Започва тайно да пише и първият ѝ роман „Playing Away“ бързо намира издатели. Той е публикуван през 2000 г. и веднага става бестселър-дебют на новото хилядолетие.
Когато излиза втората ѝ книга „Краят на играта“ през 2001 г. Адел Паркс напуска работата си и се отдава на писателската си кариера. Оттогава всяка година публикува по един нов роман.
Писателката е уважавана за темите си относно това как да се справяме с живота, който водим днес. Разглежда подробно различни концепции за любовта, майчинството и изневярата, с искреност и чувство за хумор, пишейки с характерен собствен стил.
Произведенията на Адел Паркс неизменно са в списъците на бестселърите на вестник „Таймс“. Те са преведени на повече от 25 езика по целия свят.
Тя е автор на редица статии и разкази за много списания и вестници. Често се появява в интервюта по радиото и телевизията. През 2006 г. Адел Паркс е официален говорител на Световния ден на книгата. През 2008 г. участва в правителствената програма „Quick Read“ с романа си „Happy Families“ и се среща с министър-председателя Гордън Браун като част от честванията на Световния ден на книгата. През 2010 г. е удостоена с титлата „доктор хонорис кауза“ от Университета на Тисайд. През 2011 г. участва в журито за литературната награда „Коста“.
През 1994 г. се омъжва за първия си съпруг Саймън. Имат син – Конрад (2000). Развеждат се през 2001 г. За втория си съпруг Джим Прайд, маркетинг директор, се омъжва през 2004 г.
Адел Паркс живее от 2005 г. със съпруга и сина си в Гилдфорд, Съри.

## Произведения

### Самостоятелни романи
- Playing Away (2000)
- Game Over (2001)
Да си намериш майстора, изд.: ИК „ЕРА“, София (2003), прев. Весела Еленкова
Краят на играта, изд. „Санома Блясък България“ (2008, 2013), прев. Весела Еленкова
- Larger Than Life (2002)
Синдромът „Хю“, изд.: ИК „ЕРА“, София (2003), прев. Весела Прошкова
- The Other Woman's Shoes (2003) – издадена и като „Lust for Life“
Чуждото е по-сладко, изд.: ИК „ЕРА“, София (2005), изд. „Санома Блясък България“ (2012), прев. Надя Розова
- Still Thinking of You (2004)
- Husbands (2005)
- Young Wives' Tales (2007)
- Tell Me Something (2008)
- Happy Families (2008) – от серията „Quick Read“
- Love Lies (2009)
- Men I've Loved Before (2010)
- About Last Night (2011)
- Whatever It Takes (2012)
- The State We're in (2013)